# Roland JX-3P
De Roland JX-3P is een analoge synthesizer, uitgebracht door Roland in 1983.
De "3P" in de typenaam verwijst naar "Programmable Preset Polyphonic". Het is een van Rolands eerste producten (samen met de Jupiter-6) met een MIDI-interface. De implementatie is beperkt tot noot-aan/noot-uit instructies.

## Mogelijkheden
De JX-3P is een 6-stemmige polyfone synthesizer en heeft een zaagtand, pulsgolf en ruisgenerator. Er zijn 32 ingebouwde klanken (of patches) in het ROM-geheugen, en 32 patches in het gebruikersgeheugen. De JX-3P heeft ook een ingebouwde 128-staps polyfone sequencer die gesynchroniseerd kan worden met externe apparaten, zoals een drumcomputer. Dit loopt via een eenvoudige aansluiting die het kloksignaal regelt met voltages. De sequencer kan niet via MIDI synchroniseren.
Het ontwerp is vergelijkbaar met de Juno-serie-synthesizers die rond dezelfde tijd werden geproduceerd. Beide machines gebruiken een interval-timer DCO techniek, de Roland IR3109 low-pass filter (LPF), een discrete VCA, en hebben een ingebouwd stereo chorus-effect. De JX-3P heeft een enkele ADSR envelope-generator en een enkele modulatie-oscillator, die via software worden opgewekt.
De Juno serie had slechts een enkele DCO (met sub-oscillator) per klank, terwijl de JX-3P twee kenmerkende DCO's met detuning en kruismodulaties heeft. De JX-3P kan de toonhoogte van elke oscillator aan laten sturen door de eigen Envelope Generator. De mogelijkheden van de Juno waren uitgebreid met pulsbreedte modulatie en een tweede chorus.

## MKS-30

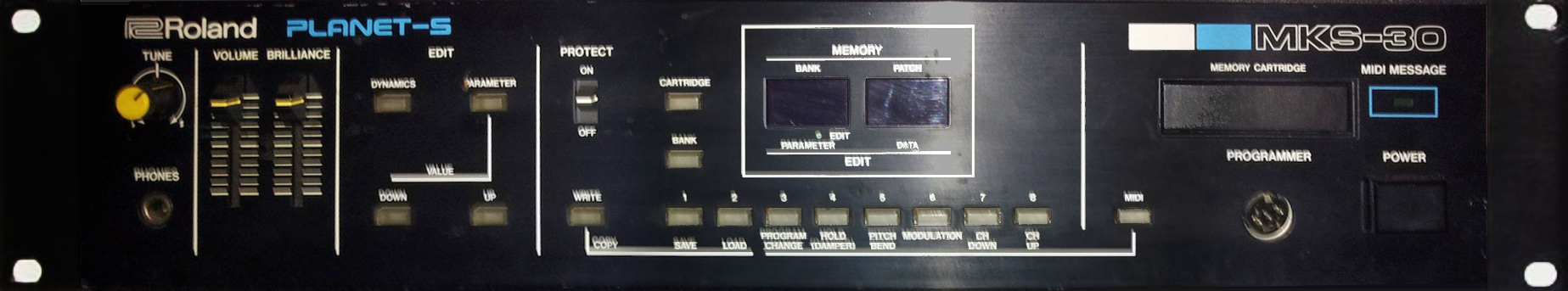
Roland MKS-30 geluidsmodule

De MKS-30 (Planet-S) is een van Rolands eerste rackversies, en vergelijkbaar met de JX-3P. De MKS-30 weegt 6,2 kg, heeft 64 ingebouwde en 64 externe patches, en een aansluiting voor een geheugenkaart (M-16C). Er wordt beweerd dat het een rackversie van de JX-3P is, maar de MKS-30 deelt niet dezelfde klankkaarten die te vinden zijn op de MKS-30, Juno-106 en de MKS-7. De MKS-30 reageert, in tegenstelling tot de JX-3P, op aanslaggevoeligheid via MIDI en heeft extra functies zoals 12 DCO's, 6 VCF's, 6 VCA's, 6 ENV's, een stereo chorus-effect en uitgebreide modulaties. Als er met de PG-200 programmer wordt gewerkt kan deze MIDI noten gelijktijdig ontvangen.
Later zijn in deze serie nog de MKS-50, MKS-70 en de MKS-80 geproduceerd.

## Uitbreiding

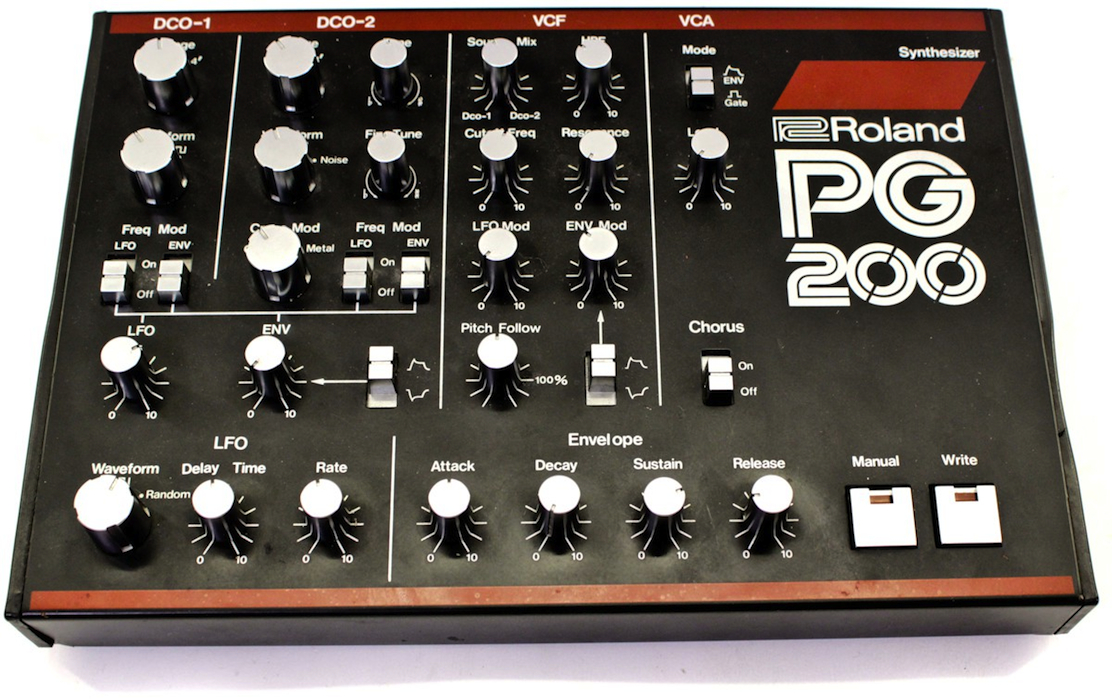
Roland PG-200 programmer board

De JX-3P is volledig te programmeren vanaf het voorpaneel. Om dit te doen moet eerst elke parameter numeriek geselecteerd worden, daarna kan de waarde met een schuifknop aangepast worden. Voor een meer directe programmeerervaring werd de optionele PG-200 programmer geïntroduceerd. De PG-200 is een eenvoudig knoppenpaneel met vaste schakelaars en knoppen, die via een speciale connector aangesloten werd, en hiermee elk van de parameters op de JX-3P aangepast kon worden. Het is niet mogelijk om de PG-200 en de MIDI-interface tegelijk te gebruiken. De PG-200 programmer werd ook gebruikt met Rolands GR-700 gitaarsynthesizer.
Er is een bouwpakket beschikbaar van Inque die parallel gebruik van de PG-200 en MIDI mogelijk maakt, en ook parameter-controle via MIDI introduceert. Het bedrijf Kiwitechnics biedt een upgrade aan die de mogelijkheden van de JX-3P enorm kan uitbreiden.

## Nieuwe uitvoering
Op 1 oktober 2015 bracht Roland de JX-03 uit in de Boutique-reeks. Het is een imitatie van de oorspronkelijke JX-3P en bevat onder andere analoge circuit-modellering, 4-stemmige polyfonie, alle 24 parameters van de PG-200 op het voorpaneel, een 16-stappen sequencer, en werkt ook op batterijen.

## Artiesten
Artiesten die de JX-3P gebruikt hebben zijn onder andere Orbital, Vince Clarke, Rush, Stevie Nicks, Thomas Dolby, Astral Projection, Harold Faltermeyer, XTC, Gorillaz.